# Munawwar Szogadojew
Munawwar Szogadojew (ur. 1898, zm. 1974) – radziecki i tadżycki polityk, przewodniczący Prezydium Rady Najwyższej Tadżyckiej SRR w latach 1938-1950.
Od 1925 w WKP(b), 1936 słuchacz kursów marksizmu-leninizmu przy KC Komunistycznej Partii (bolszewików) Tadżykistanu w Stalinabadzie (obecnie Duszanbe). 1930-1931 dyrektor szkoły, 1931-1934 pełnomocnik Centralnej Komisji Kontroli WKP(b), KP(b)T, 1934-1936 przewodniczący Rejonowego Komitetu Wykonawczego w Hoicie. Od października 1937 do 13 lipca 1938 przewodniczący Centralnego Komitetu Wykonawczego Tadżyckiej SRR. Od 15 lipca 1938 do 29 lipca 1950 przewodniczący Prezydium Rady Najwyższej Tadżyckiej SRR. Deputowany do Rady Najwyższej ZSRR 1 kadencji z okręgu wyborczego Garm, delegat na XVIII Zjazd WKP(b) w 1939 z głosem doradczym. 1950-1952 słuchacz szkoły partyjnej Tadżyckiej SRR.
Jego imieniem nazwano osiedle Szogadojew.